# Centre national des arts plastiques
 (mai 2023).
 (mai 2023).
Si vous disposez d'ouvrages ou d'articles de référence ou si vous connaissez des sites web de qualité traitant du thème abordé ici, merci de compléter l'article en donnant les références utiles à sa vérifiabilité et en les liant à la section « Notes et références ».
 (décembre 2021).
Pour les articles homonymes, voir Cnap.
Le Centre national des arts plastiques, abrégé par l'acronyme CNAP, est un établissement public à caractère administratif (EPA) placé sous la tutelle du ministère de la Culture, ayant pour mission de soutenir et de promouvoir la création contemporaine dans tous les domaines des arts visuels : peinture, sculpture, photographie, installation, vidéo, design, design graphique, etc. Cette institution culturelle française apporte également son expertise et son soutien à l’émergence de nouvelles formes d'art en accompagnant les artistes et professionnels de l’art contemporain.

## Historique
Le CNAP est créé par un décret du 15 octobre 1982. Conformément au décret no 2015-463 du 23 avril 2015, il enrichit et gère le Fonds national d'art contemporain pour le compte de l'Etat. Cette collection nationale, prospective et éclectique, rassemble aujourd’hui plus de 107 000 œuvres acquises depuis plus de deux siècles et constitue l’une des plus importantes collections publiques d’Europe. Les œuvres acquises ou commandées ont pour vocation d’être diffusées par le biais de procédures spécifiques : les prêts et dépôts. Le Centre national des arts plastiques remplit une mission de service public auprès des institutions culturelles françaises et internationales, contribuant à la diffusion de l’art contemporain auprès d’un large public.
Le CNAP met en œuvre un ensemble de dispositifs de soutien, de coproduction d’exposition et de commandes destinés à accompagner les artistes et professionnels de l’art contemporain (galeristes, éditeurs, restaurateurs d’art ou encore critiques d’art) dans leurs projets. Centre de ressources, il diffuse des informations professionnelles à destination des artistes et relaie les appels à candidatures et offres d’emploi du secteur artistique.
Acteur économique de la vie artistique, le CNAP est un partenaire culturel et un relais institutionnel. Il s’associe ainsi à des partenaires publics (musées d’art contemporain, Fonds régionaux d'art contemporain, centres d'art, monuments nationaux) ou privés (fondations, entreprises, maisons d’éditions, etc.). Par toutes ses actions, le Centre national des arts plastiques concourt à la création et à la vitalité de la scène artistique.
Il devrait déménager à Pantin, en 2027, afin de pouvoir regrouper ses collections précédemment réparties entre La Défense et Saint-Ouen-l'Aumône. Le site de La Défense (bureaux de la Tour Atlantique et réserves) est abandonné dès 2024 au profit d'un site provisoire dans le 18e arrondissement de Paris.

## Soutenir la recherche et la création artistique
Sans aucune exhaustivité, le Centre national des arts plastiques enregistre une image de l’art contemporain, afin de la restituer dans toute sa diversité technique (les différents medium), générationnelle ou géographique (nationale et internationale).

### L’acquisition d’œuvres d’artistes vivants
L’une des missions essentielles du Centre national des arts plastiques consiste à enrichir et à gérer, pour le compte de l’État, le fonds national d'art contemporain. Les acquisitions de l’État ont pour objectif de soutenir la création et d’enrichir le patrimoine, tout en favorisant son rayonnement national et international. Elles correspondent ainsi à la mission définie par le décret fondateur de 1959 du ministère des Affaires culturelles : l’accès des œuvres au plus grand nombre.
Les œuvres ne sont pas acquises pour former une collection unique, au sens muséal du terme, mais pour constituer à proprement parler un fonds représentatif de la création contemporaine dans sa diversité, et dont les œuvres peuvent être mises en dépôt ou encore prêtées lors d’expositions temporaires.
Le CNAP est l’héritier de l’un des services de la Division des beaux-arts, des sciences et des spectacles (ancienne Surintendance royale), qui fut créée en 1791. Dès cette date, un budget, distinct de celui des Musées nationaux, a permis d’acquérir des œuvres pour encourager les artistes vivants ou les talents naissants, et de venir ponctuellement en aide aux artistes en difficulté. En 1800, le Bureau des beaux-arts est créé ; son rattachement à différents ministères au cours du xixe siècle, lui fait porter successivement plusieurs noms : Bureau de l’encouragement des arts à partir de 1879, puis Bureau des travaux d’art en 1882. Le Bureau des travaux d’art restera une des grandes divisions du secrétariat d’État aux beaux-arts, jusqu’en 1961.
En 1962, un Service de la création artistique, aux compétences élargies, se met en place au sein du ministère des Affaires culturelles et intègre le Bureau des travaux d’art. En 1976, regroupant l’ensemble de cette collection, le fonds national d'art contemporain prend son actuelle dénomination, et sa gestion est rattachée en 1981 au département des achats et commandes de la Délégation aux arts plastiques. En 2004, il devient l’un des départements du Centre national des arts plastiques. Si près de 93 000 œuvres ont été inscrites à son inventaire depuis sa création, la politique d’acquisition en faveur de la création contemporaine dans le domaine des arts plastiques, de la photographie, des arts décoratifs et du design s’est fortement intensifiée depuis le début des années 1980, avec l’institution en 1982 de commissions nationales consultatives spécifiques.
Trois procédures concourent à l’enrichissement du fonds :
- Les acquisitions sont effectuées après l’avis de commissions nationales consultatives, représentées en majorité par des personnalités indépendantes de l’administration. Ces commissions sont renouvelées tous les trois ans. Trois grandes orientations guident cette politique d’acquisition : soutenir la jeune création, et faire écho à l’actualité de la scène artistique en France, pour constituer le patrimoine de demain. L’attention portée aux artistes émergents a permis par le passé d’acquérir très tôt des œuvres ayant aujourd’hui une réputation internationale. Chaque année, une centaine d’artistes bénéficient pour la première fois d’une acquisition, ce qui représente près de deux artistes sur cinq bénéficiant d’un achat par le CNAP. Constituer des ensembles cohérents d’œuvres, soit d’artistes, afin de mettre en évidence l’évolution de leurs parcours, soit d’un mouvement artistique, dans un domaine ou dans une thématique spécifique. Être attentif à la création et à l’actualité internationale. Au cours de ces trois dernières années, le Centre national des arts plastiques a acquis des œuvres d’artistes d’une trentaine de nationalités différentes.

- Les donations contribuent de manière significative à l’enrichissement de cet ensemble.
- Les études et commandes publiques financées sur crédits centraux rejoignent les inventaires et constituent le fonds de la commande publique (étude, maquettes…). Depuis 1982, plus de 35 500 œuvres ont été inscrites aux inventaires du fonds national d'art contemporain : plus de 600 œuvres sont achetées par le Centre national des arts plastiques chaque année auprès d’artistes en activité et de galeries, soit 20 000 œuvres acquises en commission, 14 000 ayant fait l’objet de commandes publiques, dont de nombreux multiples, et 1 500 cédées à l’État par donation.

Trois commissions d'acquisition sont constituées, avec chacune un budget spécifique :
- Arts plastiques (peinture, sculpture, arts graphiques, installations, performance et son) ;
- Photographie et images animées (photographie, audiovisuel, vidéo et nouveaux médias) ;
- Arts décoratifs, métiers d’art et création industrielle (mobilier, bijou, luminaire, design graphique, objet, etc.).

Ces commissions sont constituées de membres « de droit » et de personnalités extérieures nommées.

### La commande artistique pour l'espace public
La commande artistique pour l’espace public incarne la volonté des acteurs publics d’offrir un accès direct à la création contemporaine par des œuvres installées dans l’espace public, et répond au souhait d’enrichir et de développer le patrimoine national. Il permet aux artistes de réaliser des projets dont l’ampleur, les enjeux ou la dimension nécessitent des moyens inhabituels.
En 1983, le fonds de la commande publique est créé. À l’origine impulsée par l’État et gérée sur les crédits du Centre national des arts plastiques, la commande publique est aujourd’hui largement à l’initiative des collectivités territoriales, auxquelles le ministère de la Culture apporte, après avis de la commission consultative de la commande publique, un soutien financier. Si, parmi les nombreux projets soutenus, les œuvres monumentales ayant intégré l’espace urbain sont les plus connues du grand public, la commande a pu, au fil des années, s’implanter dans des lieux de nature extrêmement variée, ou s’exprimer dans des projets ex-situ, pérennes ou éphémères. La diversité des projets soutenus est considérable, touchant l’ensemble des domaines des arts visuels : installation, sculpture, peinture, vitraux, estampe, vidéo, œuvres sonores ou numériques, design, métiers d’art, etc.
En 2015, la commission d’acquisition du CNAP devient « commission consultative d’acquisitions et de commandes ». Présidée par le directeur du CNAP, elle est chargée de donner un avis sur les propositions d’acquisitions, de dons et de commandes d’œuvres d’artistes contemporains destinées à être inscrites sur l’inventaire du Fonds national d'art contemporain.
En août 2016, le Conseil National des Œuvres dans l’Espace Public est créé dans le Domaine des Arts Plastiques au ministère de la Culture. Le Conseil peut émettre des préconisations « sur toute question relative à la politique nationale en faveur de la création dans ce domaine, et notamment sur les questions relatives à l’aménagement équitable du territoire, à la diffusion de l’art contemporain, à l’enrichissement du patrimoine, notamment par la commande artistique, et au développement des carrières des artistes ».
Les études préparatoires sont soumises à la commission nationale de la commande publique, puis sont inscrites sur l’inventaire du Fonds national d'art contemporain. Ces études sont présentées en général sous forme de dessins, de maquettes, de notes d’intention, d’images de synthèse ou encore de vidéos, et constituent, entre autres, le fonds de la commande publique.

### Les commandes publiques nationales photographiques et performatives
Un des moyens d'acquérir des œuvres est la commande publique. Depuis de nombreuses années, le CNAPcréé des appels à projets pour des commandes publiques nationales dans plusieurs domaines comme la photographie, l'estampe et la performance.
La commande photographique Regards du Grand Paris est lancée en 2016 et va se dérouler sur une durée de dix ans, en collaboration avec les Ateliers Médicis. Six photographes sont sélectionnés chaque année. En 2021, la commande IMAGE 3.0 est créée en collaboration avec le Jeu de Paume pour inviter des artistes à utiliser des nouveaux médiums issus du numérique, des technologies ou collaborations arts-sciences. La Vie Bonne, commande de performance est créée aussi en 2021, consacrée aux arts de la performance en collaboration avec l'association AWARE.

### Les allocations et bourses de recherches en faveur des créateurs, des auteurs et des chercheurs
Le Centre national des arts plastiques a mis en place un ensemble de dispositifs destinés à participer au financement de projets d’artistes, de photographes documentaires, aider les structures privées (galeries d’art, maisons d’édition et maisons de production), ou bien encore soutenir les activités des restaurateurs, des critiques et des théoriciens de l’art. En accompagnant ces différents acteurs au cours de leurs travaux, le Cnap se définit comme un véritable partenaire au service de la création contemporaine et contribue ainsi de façon essentielle au développement de la scène artistique.
L’établissement s’attache à soutenir la création artistique contemporaine dans sa plus grande diversité, tant du point de vue des disciplines pratiquées et des médiums utilisés (peinture, design, photographie, vidéo, graphisme, etc.), et encourage des pratiques qui ne s’inscrivent pas immédiatement dans une économie productive, considérant que la recherche est un aspect essentiel de tout travail artistique.
Au-delà du soutien financier accordé à ces projets, le Cnap s’attache à les accompagner et à les valoriser par la mise en œuvre d’actions de diffusion (cycle de rencontres mensuelles à la bibliothèque Kandinsky en présence d’éditeurs et de théoriciens soutenus ; projections de films ayant bénéficié d’un soutien, etc.), mais également par la publication en ligne de rapports de recherche d’artistes, de théoriciens et de restaurateurs bénéficiaires d’aides. La publication de la collection « Dispositif », propose par ailleurs chaque année un regard à la fois rétrospectif et analytique sur les dix dernières années d’un dispositif d’aide particulier tout en ouvrant des pistes de prospection.
À l’instar de tout chercheur, l’artiste évolue dans un processus de réflexion et de découverte souvent long et intuitif tout autant que méthodique, qui génère difficilement une économie capable de le soutenir. Le Centre national des arts plastiques intervient, à l’attention des artistes, des designers et des graphistes, comme à celle des critiques, des théoriciens et des restaurateurs, à cet instant fragile du processus artistique par différents moyens.
Des commissions nationales consultatives ont été instituées. Composées de professionnels de l’art contemporain et de membres de l’institution, elles couvrent les différents champs de la création artistique. Ces procédures de soutien ou d’accompagnement des professionnels fonctionnent avec un souci permanent de transparence et d’équité dans le traitement des demandes.
- Le soutien à une recherche/production artistique ;
- Le soutien exceptionnel ;
- Le soutien à la photographie documentaire contemporaine ;
- Le soutien à la recherche en théorie et critique d’art ;
- Le soutien à la recherche en restauration et en conservation d’œuvres d’art contemporain ;
- Le soutien à l’édition imprimée et numérique ;
- Le soutien à la première exposition et à la publication ;
- L’avance remboursable pour la production d’une œuvre originale ;
- Soutien pour une participation à une foire à l’étranger ;
- L’aide « Image/mouvement » au développement, à la production et à la postproduction.

## L’information aux professionnels
Le site Internet « cnap.fr », propose aux artistes, aux associations, aux institutions, aux collectivités, aux entreprises et aux amateurs, une plate-forme d’information sur l’art contemporain. Celle-ci apporte des réponses concrètes aux questions posées par tous les acteurs de l’art contemporain, qu’il s’agisse des artistes (statut juridique, fiscal ou social, conditions d’exercice professionnel, soutien à la création, à la diffusion, etc.), des professionnels, des entreprises (mécénat) ou du grand public.
Le site recense également les manifestations d’art contemporain organisées en France dans sa rubrique calendrier (de 400 à 500 événements recensés en moyenne par semaine) et propose un guide/annuaire dans lequel figurent environ 2 100 lieux (espaces d’expositions, galeries et résidences d’artistes).
Le CNAP fournit aux professionnels des arts plastiques l’information et l’aide nécessaire à la pratique de leurs métiers grâce à l’édition de guides pratiques comme Graphisme en France, 141 Questions-réponses sur l’activité des artistes plasticiens, 223 Résidences d’arts visuels en France, 140 Aides privées et publiques en faveur des artistes et La commande de design graphique, disponibles également en téléchargement sur le site « cnap.fr ». 

## Diffuser et promouvoir la création contemporaine
Concernant les prêts et dépôts, dès l’origine, les œuvres d’art achetées ou commandées par l’État étaient destinées à être mises en dépôts dans les musées, les administrations ou dans l’espace public. Les établissements qui bénéficiaient alors de ces envois étaient très divers : musées, mairies, églises, cathédrales, évêchés, universités, hôpitaux, palais de justice, préfectures, édifices militaires, etc., ce qui représente actuellement plus de 55 000 œuvres dont près de 25 000 mises en dépôt dans des musées, 27 000 dans des administrations en France et 3 000 à l’étranger. Aujourd’hui encore, le Fonds national d'art contemporain est pour le CNAP un outil important pour assurer la mission de diffusion de la création contemporaine que lui a confiée l’État, au sein du réseau des institutions culturelles publiques (musées, centres d’art, Fonds régionaux d'art contemporain, etc.) et des administrations en France et à l’étranger. Le prêt et le dépôt d’œuvres auprès des institutions publiques est une mission-clé de l’établissement. Il est ainsi le partenaire de plus de 300 lieux, dont un tiers à l’étranger, auxquels il prête ou dépose environ 2 500 œuvres chaque année.
Le prêt d’œuvres est une procédure administrative qui permet la mise à disposition des œuvres du Fonds national d'art contemporain pour des expositions temporaires, en France où à l’étranger. Le dépôt d’œuvres est une procédure administrative qui permet la mise à disposition d’œuvres, pour une durée maximale de 10 ans renouvelable, aux musées et aux administrations en France et à l’étranger (résidences présidentielles, parlement, ministères, ambassades, etc.). Le dépositaire est chargé de l’entretien et de la conservation de l’œuvre tout au long du dépôt.

### Les coproductions d’expositions d’art contemporain au Grand Palais (2006-2012)
Le CNAP a été l’un des opérateurs des rendez-vous prestigieux avec l’art contemporain au Grand Palais, à l’initiative du ministère de la Culture : le cycle d’expositions « Monumenta » de 2007 à 2012 et la Triennale « La Force de l'art » en 2006 et en 2009.
Une médiation engagée : sensibiliser le public à la création contemporaine, tel est l’objectif que le CNAP s’est donné en étant chargé notamment de la médiation et de la programmation culturelle de ces expositions. La mise en place de cette politique innovante permet la conduite d’un vaste dispositif d’accueil et d’accompagnement des publics, en leur proposant « des clés » pour aborder au mieux les œuvres tout comme les sujets les plus variés concernant les débats actuels autour de l’art et de la société.

#### La Force de l'art
« La Force de l'art » est la triennale d’art contemporain proposée par le ministère de la Culture en 2006, 2009 et 2012. Elle a eu pour ambition de présenter, dans toute sa richesse et sa diversité, un panorama de la création artistique en France, sans distinction de genre ou de nationalité sur une proposition de Didier Ottinger, Jean-Yves Jouannais et Jean-Louis Froment en 2009 (La Force de l’Art 02, 2009, coédition Cnap/Rmn). Rassemblant des artistes français et étrangers travaillant sur tout le territoire, elle s’affirme comme un rendez-vous incontournable de la création et confirme ainsi son ouverture sur le monde. La première édition a eu lieu en 2006.
La Triennale 2012 (intitulée « Intense proximité ») s'est installée principalement au Palais de Tokyo et constitue l’événement de réouverture après la rénovation et l'extension du lieu. Elle a envisagé à travers le concept d’« Intense Proximité », ce que signifie créer aujourd’hui dans le contexte d’une scène artistique française mondialisée et diversifiée.

#### Monumenta
D'ampleur internationale, « Monumenta » convoque la rencontre entre un artiste de renommée internationale et un monument exceptionnel, la nef du Grand Palais. Chaque année, le grand public a accès, dans ce lieu historique, au travail inédit d’un grand artiste vivant. « Monumenta » inscrit son action dans le cadre d’un engagement fort pour la création et met en place un dispositif exceptionnel d’accueil et d’accompagnement de tous les publics, conduit par le CNAP. Cette volonté affirmée de donner des clés de compréhension au plus grand nombre, permet de sensibiliser tout un chacun au travail des artistes contemporains.
Coproduit par le CNAP jusqu’en 2012, « Monumenta » a permis à Anselm Kiefer en 2007, Richard Serra en 2008, Christian Boltanski en 2010, Anish Kapoor en 2011 et Daniel Buren en 2012, de se mesurer à la nef du Grand Palais.

### Les éditions
Le CNAP mène une politique éditoriale qui cherche, d’une part à valoriser et documenter les œuvres du Fonds national d'art contemporain, et d’autre part à promouvoir, de façon plus générale, la création contemporaine (ouvrages monographiques ou thématiques). Des partenariats avec des éditeurs  privés sont initiés.
De même, à l’occasion d’expositions d’œuvres de sa collection, le CNAP collabore, chaque année, avec certains des lieux de diffusion pour la réalisation d’une publication.
Pour finir, en s’engageant dans la voie de l’édition numérique, le CNAP veut élargir l’accès à ses publications. Ainsi deux livrets consacrés à la restauration d’œuvres majeures présentes dans l’espace public (Le Défi du soleil de Gérard Garouste ; Consigne à vie et L’Heure de tous d’Arman) sont disponibles en téléchargement sur son site internet.

## Conserver les œuvres de l’État
La vocation prospective du Centre national des arts plastiques se double naturellement d’une vocation patrimoniale intimement liée à la nécessité de conserver les œuvres constituant le Fonds national d'art contemporain.

### Les savoir-faire: restauration, conservation préventive
Depuis 1991, les réserves sont abritées à La Défense dans un bâtiment de 4 500 m2 dont 3 000 m2 sont utilisés pour stocker les œuvres. D’autres espaces de stockage sont situés en banlieue parisienne. C’est là que sont gardées les œuvres du fonds qui ne sont actuellement pas en dépôt. Les réserves, lieu d’étude et de conservation, sont également une plate-forme logistique soumise à des mouvements quotidiens d’œuvres liés à la fonction même du fonds (3 500 mouvements par an).
Les nouvelles formes et les nouveaux matériaux employés par les artistes pour réaliser leurs œuvres soulèvent des questions de conservation inédites. Elles se posent avec d’autant plus d’acuité que les œuvres sont destinées à circuler, augmentant les risques de dommages. À chaque fois que cela est possible, l’artiste dont l’œuvre doit être restaurée est consulté. Depuis plusieurs années, le Centre national des arts plastiques s’est engagé dans une réflexion globale sur les actions à mener pour la conservation préventive des œuvres ou leur restauration. Les allocations de recherche pour les restaurateurs d’art, octroyées par le CNAP, ont permis de financer des recherches pour améliorer le traitement des œuvres portant aussi bien sur la peinture, la sculpture que sur les arts graphiques ou sur la photographie. Par ailleurs, des partenariats avec l’Institut national du patrimoine (INP), l’École supérieure d'art d'Avignon (ESAA) et l’École supérieure des beaux-arts de Tours (EBSA Tours) permettent aux étudiants restaurateurs l’accès aux œuvres.

### Le récolement général des collections du ministère de la Culture
En 1997, l’État a décidé d’entreprendre, sous l’égide de la Commission de récolement des dépôts d’œuvres d'art (CRDOA), le récolement des œuvres appartenant aux collections du ministère de la Culture qui se trouvent mises en dépôt. Le mot « récolement » vient du latin recolere, « passer en revue », et décrit une mission importante pour tout responsable de collection : pointer et vérifier les œuvres à partir d’un inventaire.
Le récolement des œuvres du CNAP permet de connaître leur état de conservation et leur localisation exacte. L’œuvre récolée est soumise à un constat d'état qui peut donner lieu à des recommandations aux dépositaires concernant une restauration éventuelle ou des mesures de conservation préventive.
Chaque mission de récolement comporte une inspection des œuvres et de leur lieu de dépôt, la prise de clichés photographiques et de notes documentaires. Une documentation photographique et technique sur les œuvres vues se constitue sur place. L’équipe de récolement procède à la reconstitution des inventaires anciens et à la vérification de toutes les fiches d’œuvres.
Les seuls cahiers d’inventaires conservés remontent à 1860. De ce fait, des recherches complémentaires sont menées pour les nombreuses œuvres déposées ou acquises avant cette date, notamment aux Archives nationales.
À partir des cahiers d’inventaire (informatisés depuis les années 1990) ou des dossiers d’achat (artistes, musées, etc.), les chargés de documentation ont pour tâche de mettre à jour les notices sur la base de gestion des collections et d’établir la liste des œuvres à rechercher dans les institutions dépositaires, ville par ville.
L’équipe constituée d’une dizaine de personnes et/ou conservateurs, chargés de documentation mène les recherches indispensables à la reconstitution de l’inventaire du fonds historique. Près de 8 000 œuvres déposées avant 1860 font désormais partie de l’inventaire rétrospectif des collections. Cette équipe effectue aussi des missions de récolement interne dans le cadre des chantiers de collection au sein des réserves du CNAP.